# Jacksonville Beach
Jacksonville Beach és una població dels Estats Units a l'estat de Florida. Segons el cens del 2000 tenia 20.992 habitants.

## Demografia
Segons el cens del 2000, Jacksonville Beach tenia 20.990 habitants, 9.715 habitatges, i 5.207 famílies. La densitat de població era de 1.055,2 habitants/km².
Dels 9.715 habitatges en un 21,8% hi vivien nens de menys de 18 anys, en un 40,5% hi vivien parelles casades, en un 9,4% dones solteres, i en un 46,4% no eren unitats familiars. En el 34,6% dels habitatges hi vivien persones soles el 9,2% de les quals corresponia a persones de 65 anys o més que vivien soles. El nombre mitjà de persones vivint en cada habitatge era de 2,13 i el nombre mitjà de persones que vivien en cada família era de 2,78.
Per edats la població es repartia de la següent manera: un 18% tenia menys de 18 anys, un 8,7% entre 18 i 24, un 35,6% entre 25 i 44, un 24,7% de 45 a 60 i un 13% 65 anys o més.
L'edat mediana era de 38 anys. Per cada 100 dones de 18 o més anys hi havia 99,7 homes.
La renda mediana per habitatge era de 46.922 $ i la renda mediana per família de 58.388 $. Els homes tenien una renda mediana de 36.385 $ mentre que les dones 30.055 $. La renda per capita de la població era de 27.467 $. Entorn del 4,2% de les famílies i el 7,2% de la població estaven per davall del llindar de pobresa.

## Poblacions més properes
El següent diagrama mostra les poblacions més properes.